# 石榑順子
石榑 順子（いしぐれ じゅんこ、1978年7月3日 - ）は、日本の俳優、ナレーター。M.T.プロジェクト所属。
愛知県出身。愛知教育大学教育学部卒業。アマチュア無線4級、剣道初段。

## 主な出演作品
- 浦安市情報番組「J―COMチャンネル」の番組内ナレーション出演中
- まつもと市民芸術館公演「水の話」